# Osoawiachim
Osoawiachim (ros. ОСОАВИАХИМ, Общество содействия обороне, авиационному и химическому строительству) – istniejące w ZSRR w latach 1927–1948 Towarzystwo Współdziałania w sprawach Obrony i Budownictwa Lotniczo-Chemicznego. Zadaniem Osoawiachimu było umacnianie obronności państwa, popularyzacja wiedzy wojskowej oraz rozwój lotnictwa i przemysłu chemicznego ZSRR.
Osoawiachim powstał 1 stycznia 1927 r. na skutek połączenia Awachimu i Stowarzyszenia Obrony Państwa. Towarzystwo organizowało pokazy lotnicze, kursy pilotażu, imprezy masowe związane z lotnictwem, obronę przeciwlotniczą. Z czasem organizacja została w znacznej mierze zmilitaryzowana, a w zakres jej czynności weszło także organizowanie szkoleń przedpoborowych i rezerwistów. W latach 30. Osoawiachim prowadził pionierskie badania w dziedzinie silników rakietowych i odrzutowych, finansując i organizując prace GIRD. W końcu 1939 Osoawiachim koordynował pracę 4 ośrodków szkolenia instruktorów, 12 szkół obsługi technicznej, 36 klubów szybowcowych i 182 aeroklubów. Do wiosny 1941 wyszkolił 121 tys. pilotów. Budżet wynosił około 200 mln rubli. Towarzystwo miało charakter masowy – według różnych źródeł należało do niego od 6 do 20 mln członków.
16 stycznia 1948 Osoawiachim został rozdzielony na trzy krótko istniejące organizacje (DOSARM, DOSAW i DOSFLOT), przekształcone w 1951 w Dobrowolne Towarzystwo Współdziałania z Armią, Lotnictwem i Flotą (DOSAAF).